# 有机锝化合物

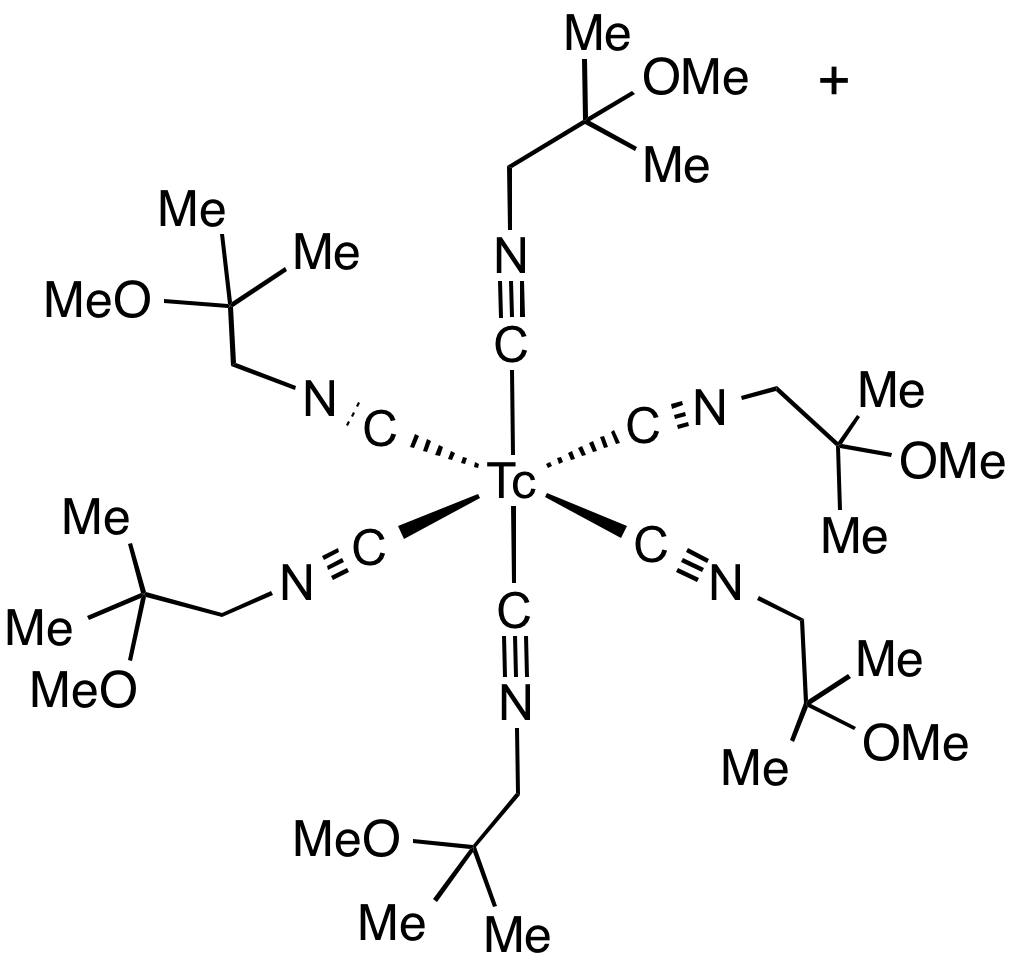
锝(99mTc)司他比，一种用作药物的有机锝化合物

有机锝化合物是含碳–锝（C–Tc）键的化合物，它们可在核医学上用作显像剂。由于有机铼化合物的性质与之相似，研究者通常以非放射性的铼来代替锝进行研究。
需要注意的是，一些锝配合物中含有有机配体，但它们通常以氮或氧等元素（而非碳）与锝相连（如巯替肽锝的配位原子是氮和硫），因此不被认为是有机锝化合物。

## 合成
有机锝化合物可以高锝酸盐为前体制备，并在反应中转化为羰基配合物或环戊二烯配合物。
锝的卤化物也可作为前驱体，在有机配体的存在下通过还原反应得到，如四氯化锝和铝、氯化铝及苯反应，可以得到[Tc(C6H6)2]+的盐。锝的有机阳离子的六氟磷酸盐是相对稳定的，如[Tc(C5H5)2H2]PF6等。